# プラサ・ベネスエラ駅

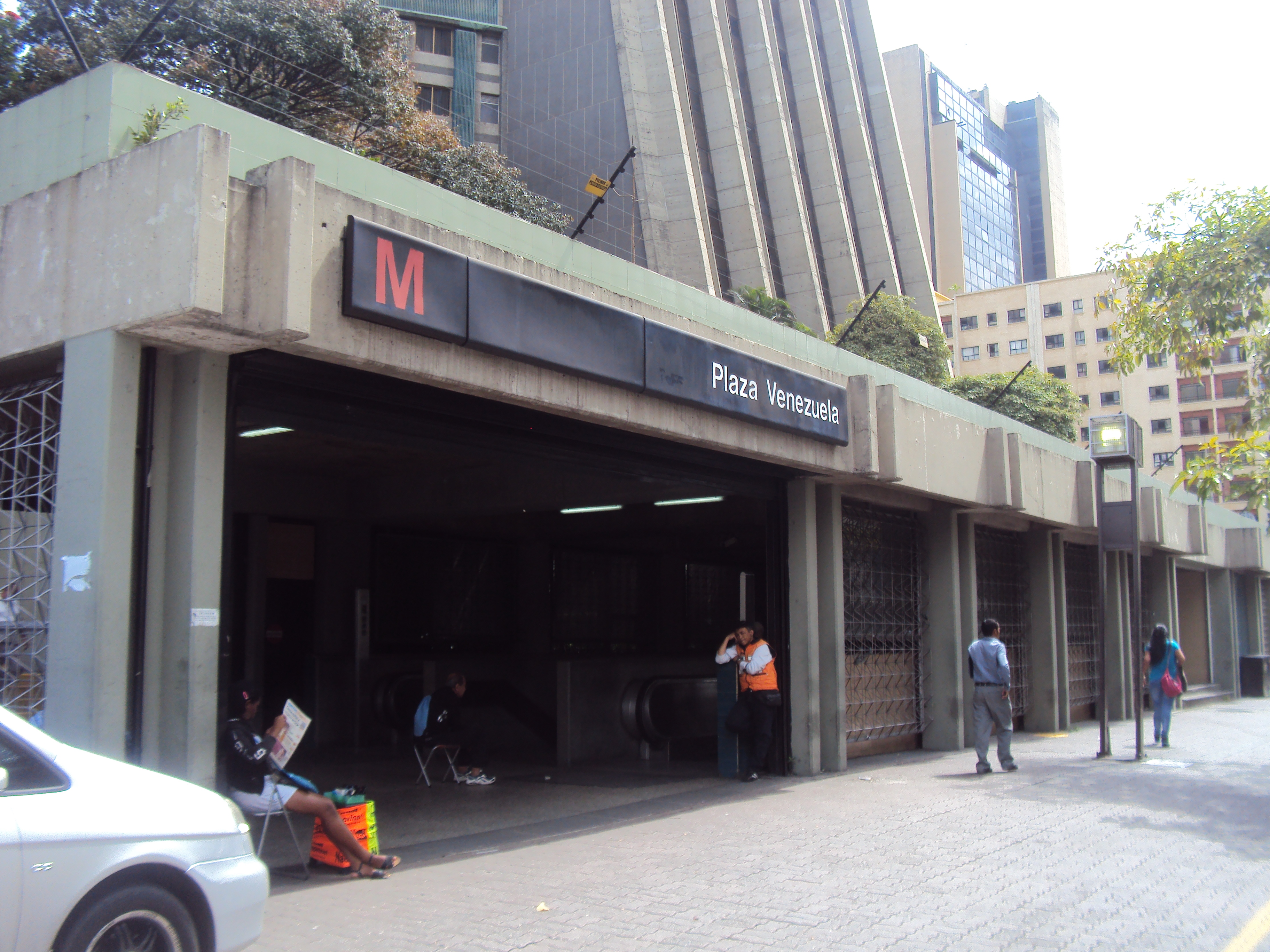
駅出口 (2013年9月)

プラサ・ベネスエラ駅（プラサベネスエラえき、Estación Plaza Venezuela）はベネズエラのカラカスにあるカラカス地下鉄1号線と3号線の地下鉄駅である。首都地区リベルタドル市エルレクレオ区のベネスエラ広場の東にある。1983年3月27日開業。

## 駅の構造

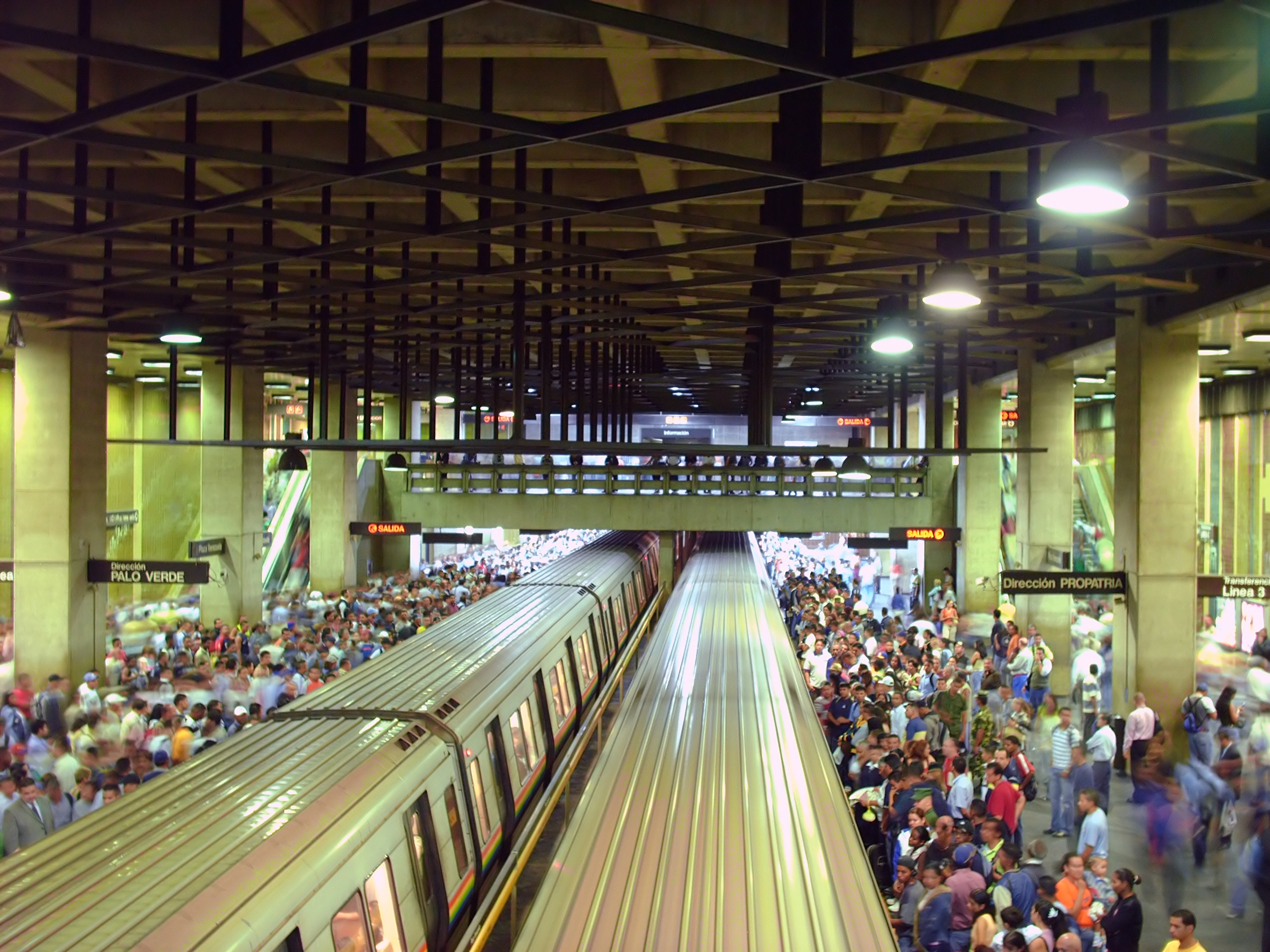
ホーム

相対式2面2線のホームが1号線と3号線のためにそれぞれ離れて存在し、連絡通路で乗り換える。3号線ホームは1号線より下にある。地下1階が改札と切符売り場、地下2階が1号線ホーム、地下3階が3号線ホームという関係になる。出口はサバナグランデ歩道と大通り（グラン・アベニーダ）にそって7か所。

## 駅の周辺
駅名の由来であるベネスエラ広場は、この駅の西にやや離れてある。広場に面しては、ベネズエラ最初の高層ビル群が建っている。東に向かってはサバナ・グランデ歩道が延びる。

## 隣の駅
- 1号線
コレヒオ・デ・インヘニエーロス駅 - プラサ・ベネスエラ駅 - サバナ・グランデ駅
- 3号線
プラサ・ベネスエラ駅 - シウダーウニベルシタリア駅